# Dacus nanus
Dacus nanus är en tvåvingeart som beskrevs av Collart 1940. Dacus nanus ingår i släktet Dacus och familjen borrflugor.
Artens utbredningsområde är Kongo. Inga underarter finns listade i Catalogue of Life.